# Truus Schröder-Schräder

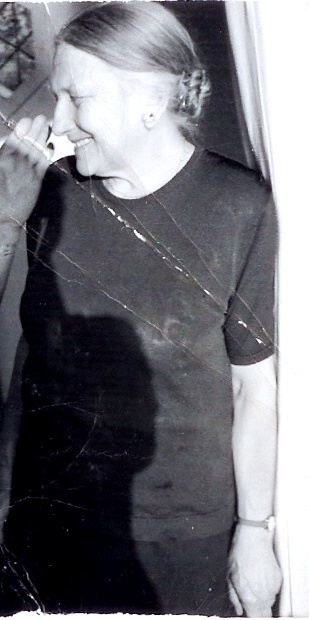
Truus Schröder-Schräder

Geertruida Antonia „Truus“ Schröder-Schräder (* 23. August 1889 in Deventer; † 12. April 1985 in Utrecht) war eine niederländische Architektin, die zusammen mit Gerrit Rietveld das Rietveld-Schröder-Haus entwarf, das seit dem Jahr 2000 zum UNESCO-Welterbe gehört.

## Leben und Werk

### Herkunft
Ihre Eltern waren Johanna Geertruida Mentzen und Bernardus Johannes Schräder. Ihr Vater besaß eine Textilfabrik. Die Mutter starb, als Truus Schräder vier Jahre alt war. Zwei Jahre danach heiratete ihr Vater erneut. Ihre Schwester An und sie wurden in einer Klosterschule in Amersfoort untergebracht. Nach dem Schulabschluss studierte Truus Schräder Pharmazie. Sie verbrachte im Jahr 1909 sechs Monate in London, um Englisch zu lernen. Danach lebte sie eine kurze Zeit in Hannover, wo sie Vorlesungen für Architektur an der Technischen Hochschule besuchte.

### Familie, Emanzipation und Raumauffassung
Im Jahr 1911 heiratete sie Adriaan Christiaan Frederik Schröder (genannt Frits, 1878–1923), einen wohlhabenden Rechtsanwalt. Die Eheleute hatten abgesprochen, dass sie keine Kinder haben und sich Truus Schröder nach der Heirat beruflich betätigen sowie kulturell engagieren würde. Dieser Plan wurde aufgrund einer baldigen Schwangerschaft nicht umgesetzt. Das Paar bekam drei Kinder: einen Jungen und zwei Mädchen. Eine der Töchter, Han Schröder, war die erste eingetragene Architektin in den Niederlanden.
Die Familie lebte in einem standesgemäßen Haus in der Biltstraat in Utrecht, das im Stil des Art déco eingerichtet war. Im Erdgeschoss hatte Frits Schröder seine Kanzlei, im ersten Obergeschoss befand sich die Wohnung. Die repräsentativen Funktionen seines Berufes dehnten sich bis in die Wohnräume aus und schränkten die Privatsphäre der Familie ein, so dass die Kinder sich auf die Diensträume zurückziehen mussten. Die Ehe war deshalb konfliktreich. Während er der Meinung war, dass die Kinder in die Obhut von Dienern und Gouvernanten gehörten, bestand sie darauf, selbst für die Erziehung ihrer Kinder verantwortlich zu sein. Im Jahr 1921 lenkte er ein und sie durfte zwei Räume im Haus nach eigenem Ermessen nutzen. Hier lebte sie mit ihren Kindern und empfing ihren Kreis von Intellektuellen, darunter Kurt Schwitters und Bruno Taut, der 1924 das Buch Die neue Wohnung: Die Frau als Schöpferin veröffentlichte.
Ihre Schwester An Harrestein-Schräder, eine Schriftstellerin und Kunstkritikerin, lebte in Amsterdam und hatte einen Arzt geheiratet. An Harrestein setzte sich mit den Ideen des Kommunismus, der Frauenrechte, der Theosophie, der Meditation und der Freien Liebe auseinander und diskutierte diese Themen auch mit ihrer Schwester. Sie stellte ihr Künstler und Architekten der Vereinigung De Stijl vor und machte sie auf das Juweliergeschäfts G. & Z.C. aufmerksam, dessen zurückhaltende, von technischer Handwerkskunst geprägte Innengestaltung von Rietveld stammte. Deshalb engagierte Schröder Rietveld für die Renovierung der eigenen Räumlichkeit in der Biltstraat. Sie wollte eine Gestaltung, die ihrer Lebensauffassung entsprach und in der sie die Kinder nach ihren Werten erziehen konnte. Es sollte Raum geschaffen werden, in dem frische Luft und Licht zentrale Elemente der Gestaltung bildeten. Die Architektur sollte geistige und körperliche Gesundheit bringen. Um zu verdeutlichen, welche Art von Raum erreicht werden sollte, vermittelte sie Rietveld ihre Vorstellung von Kunst, Politik, Religion und vielem mehr. Schröder und Rietveld gestalteten so nicht nur die Inneneinrichtung neu, sondern schufen die Voraussetzung für eine neue unkonventionelle Lebensweise.

### Rietveld-Schröder-Haus

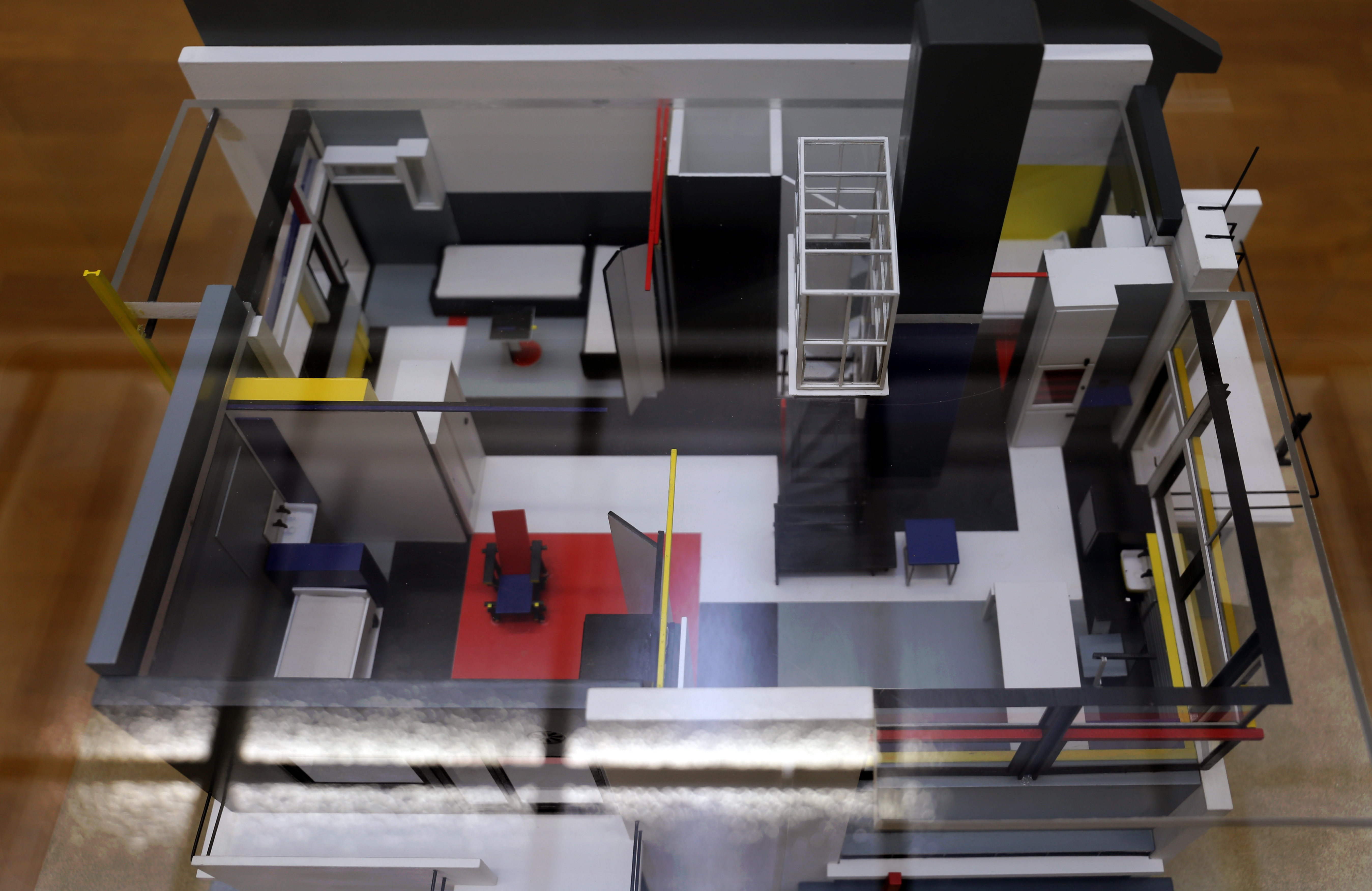
Modell des Rietveld-Schröder-Haus mit Blick ins Obergeschoss

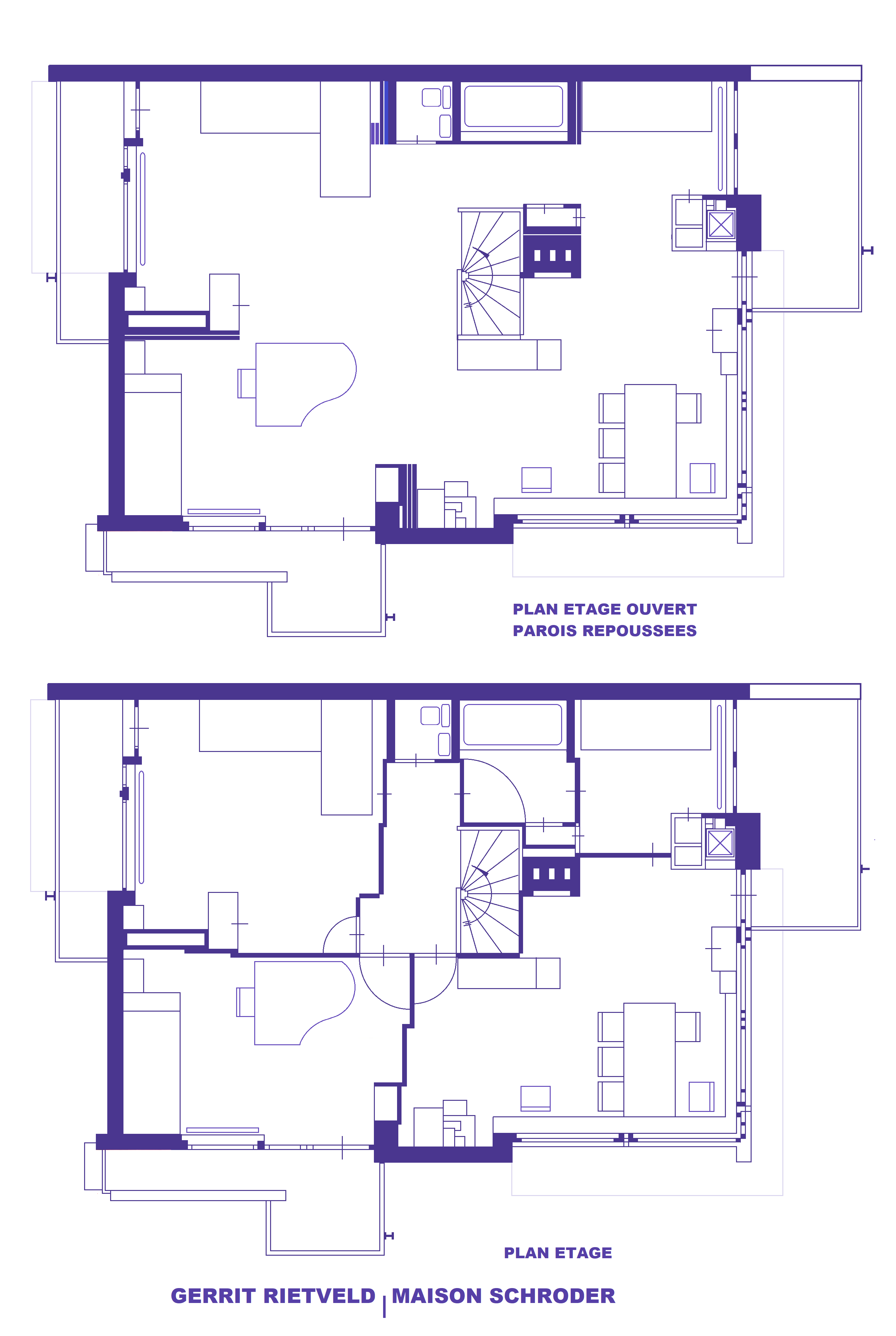
Grundriss mit offenen und geschlossenen mobilen Trennwänden

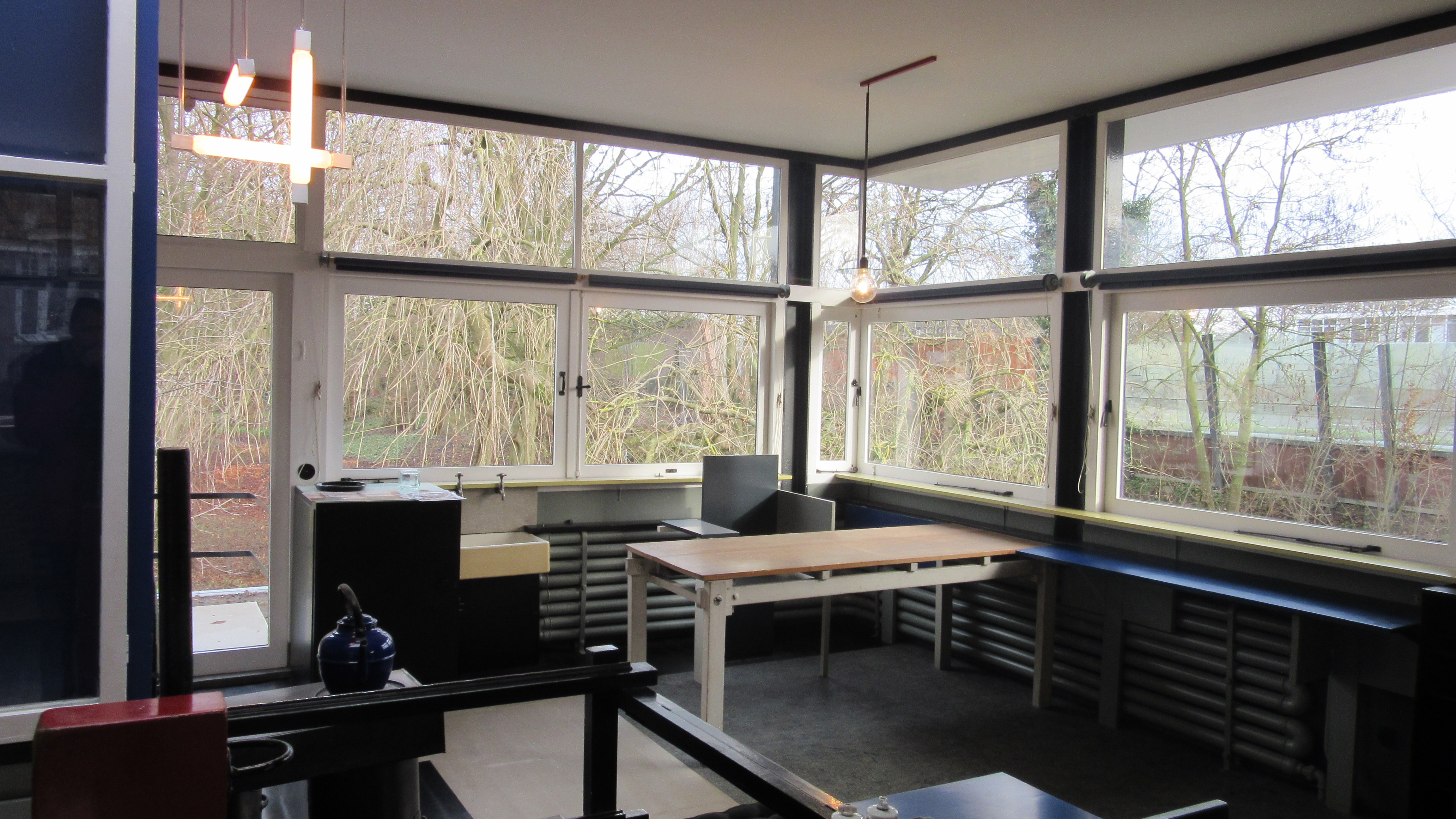
Eckfenster im Obergeschoss mit Blick ins Grüne

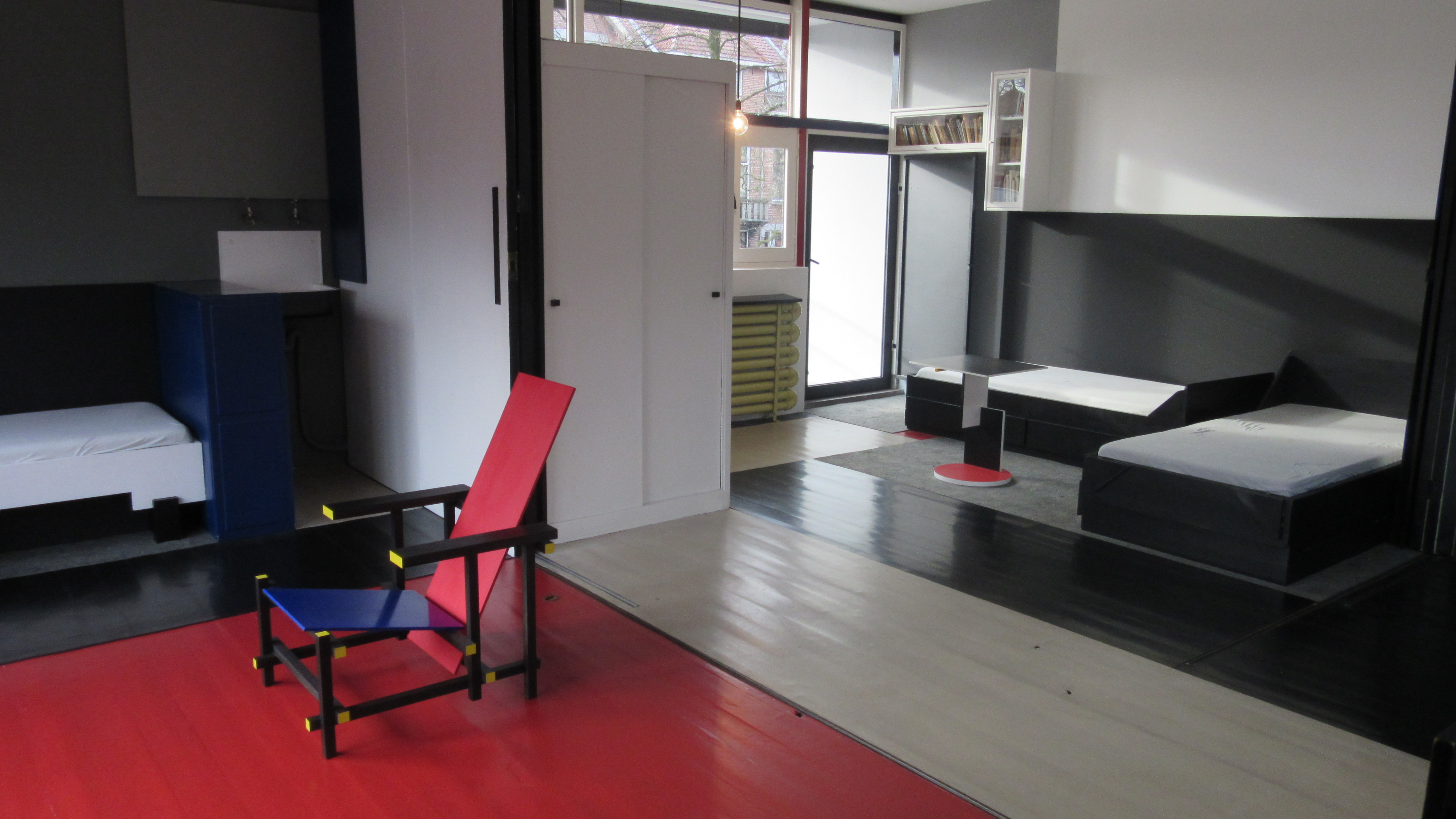
Innenraum- und Möbelgestaltung

Truus Schröder wurde im Alter von 34 Jahren Witwe. Sie wollte noch einige Jahre in Utrecht bleiben, bis die Kinder die Schule beendet hatten. Danach wollte sie zur Schwester nach Amsterdam ziehen. Dazu suchte sie eigentlich ein Mietobjekt für ihre Kinder und sich in Utrecht. Gerrit Rietveld überzeugte sie schließlich, etwas „Neues“ zu bauen, das ihren Ideen und Lebensvorstellungen entsprach. So beauftragte sie ihn mit dem Bau ihres Hauses.
Für beide war das Haus eine Chance, ein Experiment, die Klärung der Frage: „Wie willst du leben?“. Es sind zahlreiche Notizen von Schröder zum Hausentwurf und Artikel über die neuen Architektur-Entwicklungen aus dieser Zeit überliefert. Sie wählte einen naturnahen Bauplatz am Stadtrand und forderte große Fenster, die den Blick auf die Umgebung zuließen. Sie wollte dennoch eine Privatsphäre gegen Einblicke von außen behalten. So wurde die Wohnung ins Obergeschoss gelegt, was der bisherigen holländischen Haustypologie nicht entsprach. Die Innenräume sollten ihrem Verständnis des Familienlebens entsprechen.

„Sehen Sie, ich hatte meinen Mann dreimal verlassen, weil ich mit ihm so sehr über die Erziehung der Kinder uneins war. Sie wurden von einem Dienstmädchen betreut, aber ich fand das schrecklich für sie. Nach dem Tod meines Mannes hatte ich das volle Sorgerecht für die Kinder und habe viel darüber nachgedacht, wie wir zusammenleben können. Als Rietveld eine Skizze der Zimmer anfertigte, fragte ich ihn: „Können diese Wände weg?“ Er antwortete: „Mit Vergnügen, nehmen wir diese Wände heraus!“ (...) so entstand der große Raum.“

Nachdem die Wände entfernt waren, erwog Truus Schröder, einzelne Räume zu bestimmten Zeiten abzutrennen. Ohne die Folgen dieser funktionalen Ambivalenz zu kennen, entwickelte sie die Idee der räumliche Flexibilität. Zuerst wehrte sich Rietveld, setzte dann aber die Kinderzimmer als winzige, autarke und autonome Zellen um. Sie wurden entlang der Fassaden angeordnet und konnten in den gemeinsamen Wohnraum integriert werden. Das Mobiliar wurde unter Berücksichtigung der Flexibilität entworfen. Die Betten der Kleinräume dienten gleichzeitig als Sofas in Wohnzimmer. Die Schränke dienten der Ausstattung der Schlafzimmer und gleichzeitig versteckten sie die Klappwände. Die festen Teile (die Treppe, die Toilette, das Badezimmer, der Tellerhalter und der Kamin) schufen ein von oben belichtetes Herz, um das sich die veränderlichen Räume gruppierten. Bei der Einrichtung in der Biltstraat hatte Schröder Rietveld die Verwendung von greller Farbe untersagt, weil es nicht mit der De-Stijl-Bewegung gleichgesetzt werden sollte. Es waren Grautöne angewendet worden. Rietveld überzeugte sie jedoch bei dem neuen Haus von der Verwendung von Rot, Blau und Gelb mit Weiß und Schwarz zur Akzentuierung von Raum und Bewegung. Diese gemeinsam entwickelten Lösungen schrieben das Werk in die Geschichte der modernen Architektur ein.
Weder Rietveld noch Schröder hatten vorher ähnliches geschaffen. Gerrit Rietveld, der Sohn eines Tischlers für Art-déco-Möbel, hatte zwischen 1914 und 1919 für den Architekten Robert van ’t Hoff als Möbeldesigner gearbeitet. Eigene Häuser hatte er vorher nicht gebaut. 1926 beschrieb El Lissitzky seine Arbeitsweise: „Er ist kein Gelehrter der Architektur, sondern ein Zimmermann, der nicht wusste, wie man routinemäßig Pläne zeichnet. Er macht alles mit Modellen, ertastet die Dinge mit seinen Händen, und deshalb ist sein Produkt nicht abstrakt.“
Rietveld war 1923, zum Zeitpunkt des Entwurfs des Rietveld-Schröder-Hauses, verheiratet und hatte sechs Kinder. Er zog 1957 als Witwer in das Haus der Schröders ein und lebte dort bis zu seinem Tod im Jahr 1964. Schon vorher betrieb er zwischen 1924 und 1933 sein Architekturbüro im Erdgeschoss des Hauses. Truus Schröder lebte dort bis zu ihrem Tod im Jahr 1985. Danach wurde das Haus zum Museum.

### Arbeiten mit Rietveld
Schröder und Rietveld arbeiteten bis in die 1940er Jahre zusammen. Sie entwarfen Möbel und Gebäude. Truus Schröder belegte dazu Fernkurse unter falschem Namen, um sich unerkannt Kenntnisse im Technischen Zeichnen, Baukonstruktion und Baustoffkunde anzueignen. Sie verfassten gemeinsam Artikel über Architektur und Design, auch für die Zeitschrift De Werkende Vrouw, die von Truus’ Schwester mit anderen Feministinnen herausgegeben wurde.
Das gemeinsam entworfene Glass Radio Cabinet integrierte Radiotechnik in ein modernes Designermöbel. Zugang zu den auf mehreren Ebenen angeordneten Geräten erhielt man über vier Türen, die an das Eckfenster des Schröder-Hauses erinnerten. Ein weiterer gemeinsamer Möbelentwurf war eine gläserne Hängevitrine. 1926 beauftragte das Ehepaar Harrestein sie mit der Gestaltung von Inneneinrichtungen. Entworfen wurden zu diesem Zweck 15 individuell angefertigte Möbel in der De Stijl-Farbpalette. Sie befinden sich heute im Besitz des Stedelijk Museum. Weitere Projekte waren 1926 die Innengestaltung des Weteringschans-Hauses in Amsterdam, 1927 des Birza-Hauses in Utrecht und 1930/31 des Van-Urk-Hauses in Blaricum mit Schreibtisch.
Gegenüber dem Schröder-Haus in der Erasmusstraße errichtete das Paar zwischen 1930 und 1934 zwei Wohnblöcke, die zum Teil von Truus Schröder finanziert wurden. Auch hier waren die Räume durch bewegliche Elemente veränderbar. Nicht realisiert wurden Entwürfe für eine Standardwohnung in Onbekend von 1927 und 23 Wohnungen in Amsterdam (entworfen 1928). 1936 gestalteten sie das Kino Vreeburg in Utrecht mit einer Fassade im Stil des Neoplastizismus mit einer Wohnung im Obergeschoss. Im selben Jahr begannen sie mit einem Projekt für mobile, 12-eckige polygonale Sommerhütten aus Holz. Das Werbeplakat nannte Rietveld und Schröder als Architekten und gab das Rietveld-Schröder-Haus als Kontaktadresse an.

### Engagement für Frauen
Truus Schröder engagierte sich für Frauenfragen und war Mitglied von Soroptimist International. Aus diesen Kontakten ergab der Auftrag von Emilie van Waveren-Resink von der Stiftung „Voor Vrouwen door Vrouwen“. Sie beauftragte 1938 die Umnutzung eines Gebäudes in eine Wohnanlage in Haarlem. Es sollten neue Typologien für alleinstehende Frauen entwickelt werden. Das Projekt Ekawo umfasste 15 Wohnungen. Bei den Tagen der offenen Tür präsentierten die Architektinnen Ida Falkenberg-Liefrinck, Johanna van Regteren Altena und Truus Schröder-Schrader Musterwohnungen.

## Werke
mit Gerrit Rietveld:
- Rietveld-Schröder-Haus (1924)
- Gläserne Radio-Vitrine (1925)[9]

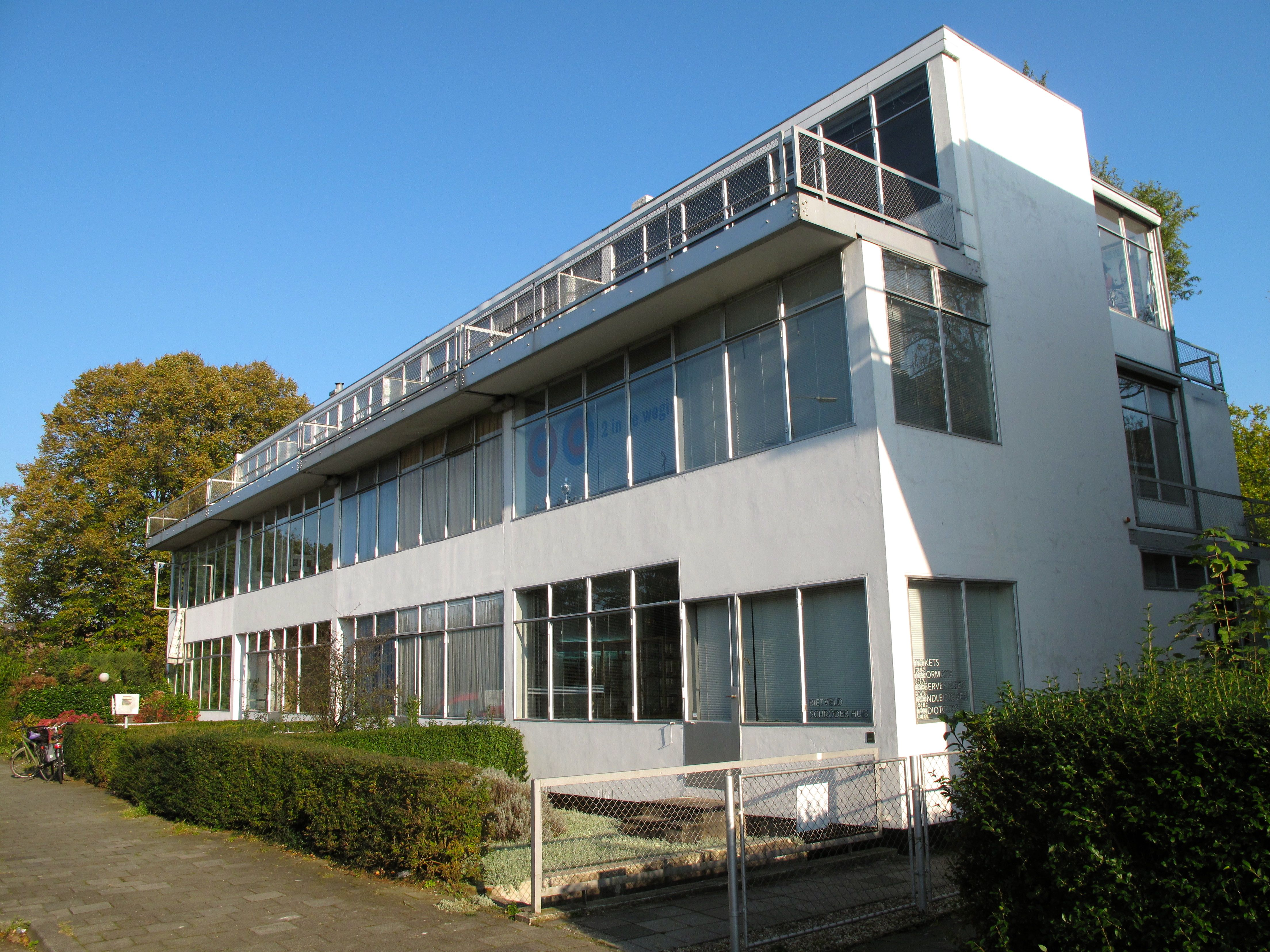
Häuser in der Erasmuslaan

Bioscoop Vreeburg, Kino (in dieser Form nicht erhalten)

- Schlafzimmer der Familie Harrestein (1926)[10]
- Hängevitrine aus Glas (1926)
- Projekt für standardisiertes Wohnen und die Inneneinrichtung des Birza Hauses (1927)
- Van Urk-Haus mit Schreibtisch (1930/31)[11]
- Häuser in der Erasmuslaan (1934)[12][13][14]
- Vreeburg Kino (1936)
- Mobile Sommerhäuser (1936)[15]
- Ekano Wohnraumgestaltung in Haarlem (1938)

## Rezeption zum Rietveld-Schröder-Haus und zur Urheberschaft
Kurz nach Fertigstellung wurde das Haus bereits in Zeitschriften in Europa und Japan veröffentlicht. Architekten wie Walter Gropius und Le Corbusier besichtigten es. Es wurde zu einem der Wahrzeichen der Moderne. Heute gehört es zum UNESCO-Weltkulturerbe. Das Haus war Teil der Ausstellungen „Art of the Twenties“ (1979/80), „Architecture and Design: Inaugural Installation“ (2004/05) und „Designing Modern Women 1890–1990“ (2013/14) im Museum of Modern Art.
Es ist anerkannt, dass das Haus ein Gemeinschaftswerk von Gerrit Rietveld und Truus Schröder-Schräder ist. Dennoch wurde der Beitrag von Schröder-Schräder an der Entstehung oft verschwiegen. Beispiele sind Henry-Russell Hitchcock in Modern Architecture von 1929 oder Bruno Zevi, der in Poetics of Neoplastic Architecture von 1953. Eine frühe Ausnahme ist Jean Badovici in einem Artikel in L’Architecture Vivante von 1925, in dem er sie als Mitautorin nennt.